# Aşağı Əskipara
Aşağı Əskipara [oroszul Нижняя Аскипара (Nyizsnyaja Aszkipara), örményül Ներքին Ոսկեպար (Nerkin Voskepar)] egy elhagyatott település Azerbajdzsánban, az örmény határ mellett. Az egykori település nagy része (néhány házromot leszámítva) ugyan Azerbajdzsán része, ám gyakoriak a konfliktusok, megközelítése semmilyen körülmények között nem ajánlott - 2012-ben öt azeri katona halt meg az egykori Aşağı Əskipara területén egy spontán konfliktusban.
A település az örmény Voskepar mellett feküdt, azeri lakossággal, ezért azt Örményország a Hegyi-karabahi háború idején amikor ellenőrzése alá vonta, kilakoltatta és leromboltatta.